# Оптоэлектроника
Оптоэлектроника — раздел электроники, занимающийся вопросами использования оптических и электрических методов обработки, хранения и передачи информации. Его предметная область охватывает теоретическое исследование взаимодействия электромагнитных полей оптического диапазона (частоты 3×1011 — 3×1017 Гц или длины волн 1 нм — 1 мм) с электронами в твёрдых телах и других субстанциях. Помимо этого оптоэлектроника включает в себя прикладные принципы создания оптоэлектронных приборов, которые функционируют на основе этого теоретического фундамента. Определяющей их особенностью является совместное использование электронных и оптических сигналов в качестве носителей информации, а также — преобразование оптической и электрической энергии друг в друга.

## Классификация устройств по назначению
1. Для преобразования света в электрический ток — фото-сопротивления (фоторезисторы), фотодиоды (pin, лавинный), фототранзисторы, фототиристоры, пироэлектрические приёмники, приборы с зарядовой связью (ПЗС), фотоэлектронные умножители (ФЭУ).
2. Для преобразования тока в световое излучение — различного рода лампы накаливания, электролюминесцентные индикаторы, полупроводниковые светодиоды и лазеры (газовые, твердотельные, полупроводниковые).
3. Для изоляции электрических цепей (последовательного преобразования «ток-свет-ток») служат отдельные устройства оптоэлектроники — оптопары — резисторные, диодные, транзисторные, тиристорные, оптопары на одно-переходных фототранзисторах и оптопары с открытым оптическим каналом.
4. Для применения в различных электронных устройствах служат оптоэлектронные интегральные схемы — интегральные микросхемы, в которых осуществляется оптическая связь между отдельными узлами или компонентами с целью изоляции их друг от друга (гальванической развязки).